# Bucky O’Hare
Bucky O'Hare (engl.: Bucky O'Hare and The Toad Wars) ist eine US-amerikanische Zeichentrick-Fernsehserie, welche in den Jahren 1991 und 1992 produziert wurde. Sie basiert auf einem 1978 von Larry Hama kreierten Comic-Strip.

## Inhalt
Das Geschehen spielt in einem Paralleluniversum, welches von anthropomorphen Tieren verschiedenster Arten bewohnt wird. In diesem wird die Galaxis von den Kröten beherrscht und unterdrückt, einer von dem Supercomputer „KOMPLEX“ angeführten Art konsumsüchtiger Amphibien. Diese haben verschiedene bewohnte Planeten angegriffen und besetzt, u. a. den Hasen-Planeten Warren. Bucky O'Hare, ein grüner Weltraum-Hase von Warren, hat eine bunte Schar von Rebellen um sich geschart, u. a. die magisch begabte Aldebaran-Katze Jenny, den hünenhaften Andromeda-Affen Bruce (der in der Comicvorlage eigentlich vom Betelgeuze stammt) sowie die vierarmige Kampfente Deadeye Duck. Unterstützt vom Erdenjungen Willy, der durch ein Dimensionsportal nach hierher verschlagen wurde, sagen Bucky und seinen Truppe den Kröten den Kampf und versuchen im Laufe der Serienhandlung sowohl deren Vormachtstellung zu brechen als auch Warren zu befreien.

## Synchronisation
Die deutsche Synchronfassung entstand bei Arena Synchro GmbH unter der Regie von Heinz Theo Branding und nach einem Dialogbuch von Michael Nowka.
| Rolle               | Originalstimme   | Deutsche Synchronsprecher |
| ------------------- | ---------------- | ------------------------- |
| Bucky O'Hare        | Jason Michas     | Charles Rettinghaus       |
| Jenny               | Margot Pinvidic  | Alexandra Lange           |
| Bruiser             | Dale Wilson      | Helmut Krauss             |
| Deadeye Duck        | Scott McNeil     | Wilfried Herbst           |
| Willy DuWitt        | Shane Meier      | Simon Jäger               |
| Commander Dogstar   | Garry Chalk      | Jörg Döring               |
| KOMPLEX             | Long John Baldry | Tilo Schmitz              |
| Kröten Air Marshall | Jay Brazeau      | Karl Schulz               |
| Al Negator          | Garry Chalk      | Heinz Theo Branding       |

## Episodenliste
| Nr. (ges.) | Nr. (St.) | Deutscher Titel                     | Originaltitel                   | Erstausstrahlung USA | Deutschsprachige Erstausstrahlung (Sat.1) |
| ---------- | --------- | ----------------------------------- | ------------------------------- | -------------------- | ----------------------------------------- |
| 1          | 1         | Der Krieg der Kröten                | War Of The Warts                | 8. Sep. 1991         | -                                         |
| 2          | 2         | Für eine Handvoll Kröten-Dollar     | A Fistful Of Simoleans          | 15. Sep. 1991        | -                                         |
| 3          | 3         | Das Aus für die Ekel-Echsen         | The Good, The Bad And The Warty | 22. Sep. 1991        | -                                         |
| 4          | 4         | Mimi, die Unerschütterliche         | Home, Swampy, Home              | 29. Sep. 1991        | -                                         |
| 5          | 5         | Bereit für Koalas!                  | On The Blink                    | 6. Okt. 1991         | -                                         |
| 6          | 6         | Der S.P.A.C.E.-Geheimdienst         | The Kreation Konspiracy         | 13. Okt. 1991        | -                                         |
| 7          | 7         | Die Kröten-Epidemie                 | The Komplex Caper               | 20. Okt. 1991        | -                                         |
| 8          | 8         | Kampf um den Teleporter             | The Search For Bruce            | 27. Okt. 1991        | -                                         |
| 9          | 9         | Die Piratenenten                    | The Corsair Canards             | 3. Nov. 1991         | -                                         |
| 10         | 10        | Prinzessin Felicia                  | The Artificers Of Aldebaran     | 10. Nov. 1991        | -                                         |
| 11         | 11        | Trau keiner Echse                   | The Warriors                    | 17. Nov. 1991        | -                                         |
| 12         | 12        | Die Andromeda-Affen schlagen zurück | Bye, Bye Berserker Baboon       | 24. Nov. 1991        | -                                         |
| 13         | 13        | Jennys Befreiung                    | The Taking Of Pilot Jenny       | 1. Dez. 1991         | -                                         |

## Videospiel-Adaption
1992 brachte der japanische Spielehersteller Konami Bucky O'Hare als Videospiel für das Nintendo Entertainment System (NES) auf den Markt.